# Almut Zilcher
Almut Zilcher (* 21. September 1954 in Graz) ist eine österreichische Schauspielerin.

## Leben
Almut Zilcher studierte ab 1972 Schauspiel am Mozarteum in Salzburg und schloss das Studium 1975 ab. Sie spielte am Volkstheater in Wien, Schauspiel Frankfurt, Thalia Theater in Hamburg und am Schauspielhaus Bochum. 1992 erhielt sie von der Theatermonatszeitschrift Theater heute die Auszeichnung als Schauspielerin des Jahres. Seit der Spielzeit 2006/07 ist Zilcher Ensemblemitglied am Deutschen Theater Berlin.
Bis zu dessen Tod 2013 arbeitete sie eng mit ihrem Ehemann, dem bulgarischen Regisseur Dimiter Gotscheff, zusammen und war in dessen Inszenierungen am Deutschen Theater Berlin und an der Volksbühne am Rosa-Luxemburg-Platz zu sehen. Zilcher und Gotscheff sind Eltern eines Sohnes.
2011 erhielt sie gemeinsam mit Gotscheff und den Schauspielern Samuel Finzi und Wolfram Koch den mit 20.000 Euro dotierten Theaterpreis Berlin.

## Filmografie (Auswahl)
- 1974: Derrick – Waldweg
- 1978: Ein echter Wiener geht nicht unter (Fernsehserie, zwei Folgen)
- 2004: SK Kölsch (Fernsehserie, eine Folge)
- 2012: Die Lebenden
- 2013: Die Frau hinter der Wand
- 2017: Der Kommissar und das Kind (Fernsehfilm)
- 2017: Tatort: Dein Name sei Harbinger
- 2020: Die Chefin (Fernsehserie, Folge 62 Geschwister)
- 2022: Tatort: Finsternis
- 2023: Tatort: Schutzmaßnahmen
- 2024: Tatort: Unter Gärtnern

## Hörspiele
- 1998: Diane Samuels: Überlebensbilder: Kindertransport (Eva als erwachsene Frau) – Regie: Ulrike Brinkmann (Hörspielbearbeitung – NDR)
- 2006: Tom Peukert: Der fünf Minuten Klassiker – Regie: Beate Rosch (Hörspiel (Teil 2, 3 und 6) – RBB)
- 2009: Jean-Claude Kuner: Ich muss auf einen Sprung weg – Regie: Jean-Claude Kuner (Hörspiel – DKultur)
- 2013: E. M. Cioran: Vom Nachteil, geboren zu sein – Regie: Kai Grehn (Hörspiel – SWR)
- 2015: Albert Wendt: Das tanzende Häuschen – Regie: Wolfgang Rindfleisch (Kinderhörspiel – DKultur)

## Theater (Auswahl)
- 2016: Alfred Döblin: Berlin Alexanderplatz – Regie: Sebastian Hartmann (Deutsches Theater Berlin)
- 2017: Einar Schleef: Gertrud – Regie: Jakob Fedler (Deutsches Theater Berlin – Kammerspiele)
- 2022: Thomas Bernhard: Auslöschung. Ein Zerfall – Regie: Karin Henkel (Deutsches Theater Berlin)[3]